# Station Genly
Station Genly is een spoorwegstation langs spoorlijn 96 (Brussel - Bergen - Quévy) in Genly, een deelgemeente van de gemeente Quévy. Het is nu een stopplaats.
Sinds 13 december 2020 wordt het station opnieuw in het weekend bediend, door de L 29-trein Geraardsbergen - Quévy.

## Treindienst
| Serie       | Treinsoort          | Route | Bijzonderheden                                                                      |
| ----------- | ------------------- | --- | ----------------------------------------------------------------------------------- |
| L 4650      | L-trein (NMBS)      | Quévy – Genly – Bergen – [ Doornik – Moeskroen ] / [ Quiévrain ]                                                                                     | Rijdt in het weekend tussen Bergen en Quiévrain.                                    |
| L 4850      | L-trein (NMBS)      | Geraardsbergen – Aat – Bergen – [ Doornik – Moeskroen ] / [ Genly – Quévy ]                                                                          | Rijdt op werkdagen Geraardsbergen-Moeskroen. Rijdt in weekends Geraardsbergen-Quèvy |
| P 7770/8770 | Piekuurtrein (NMBS) | [ Manage – [ Luttre ] / [ Bergen – Genly – Quévy ] / [ 's-Gravenbrakel ] ] / [ La Louvière-Zuid – [ Bergen ] / [ Luttre ] / [ Charleroi-Centraal ] ] | Rijdt alleen op werkdagen.                                                          |
| P 7880/8880 | Piekuurtrein (NMBS) | Quévy – Genly – Bergen | Rijdt alleen op werkdagen.                                                          |

## Reizigerstellingen
De grafiek en tabel geven het gemiddeld aantal instappende reizigers weer op een week-, zater- en zondag.
| Tabel: aantal instappende reizigers station Genly | Tabel: aantal instappende reizigers station Genly | Tabel: aantal instappende reizigers station Genly | Tabel: aantal instappende reizigers station Genly |
|                                                   | Weekdag                                           | Zaterdag                                          | Zondag                                            |
| ------------------------------------------------- | ------------------------------------------------- | ------------------------------------------------- | ------------------------------------------------- |
| 1977                                              | 147                                               | 26                                                | 29                                                |
| 1978                                              | 158                                               | 36                                                | 15                                                |
| 1979                                              | 142                                               | 33                                                | 18                                                |
| 1980                                              | 125                                               | 27                                                | 15                                                |
| 1981                                              | 145                                               | 28                                                | 38                                                |
| 1982                                              | 67                                                | 24                                                | 10                                                |
| 1983                                              | 114                                               | 26                                                | 23                                                |
| 1984                                              | -                                                 | -                                                 | -                                                 |
| 1985                                              | -                                                 | -                                                 | -                                                 |
| 1986                                              | -                                                 | -                                                 | -                                                 |
| 1987                                              | -                                                 | -                                                 | -                                                 |
| 1988                                              | 91                                                | -                                                 | -                                                 |
| 1989                                              | 106                                               | -                                                 | -                                                 |
| 1990                                              | 94                                                | -                                                 | -                                                 |
| 1991                                              | 97                                                | -                                                 | -                                                 |
| 1992                                              | 102                                               | -                                                 | -                                                 |
| 1993                                              | 106                                               | -                                                 | -                                                 |
| 1994                                              | 92                                                | -                                                 | -                                                 |
| 1995                                              | 82                                                | -                                                 | -                                                 |
| 1996                                              | 114                                               | -                                                 | -                                                 |
| 1997                                              | 137                                               | -                                                 | -                                                 |
| 1998                                              | 100                                               | 4                                                 | 2                                                 |
| 1999                                              | 117                                               | 5                                                 | 2                                                 |
| 2000                                              | 115                                               | -                                                 | -                                                 |
| 2001                                              | 186                                               | -                                                 | -                                                 |
| 2002                                              | 186                                               | -                                                 | -                                                 |
| 2003                                              | 177                                               | -                                                 | -                                                 |
| 2004                                              | 212                                               | -                                                 | -                                                 |
| 2005                                              | 200                                               | -                                                 | -                                                 |
| 2006                                              | 217                                               | -                                                 | -                                                 |
| 2007                                              | 188                                               | -                                                 | -                                                 |
| 2008                                              | -                                                 | -                                                 | -                                                 |
| 2009                                              | 230                                               | -                                                 | -                                                 |
| 2010                                              | -                                                 | -                                                 | -                                                 |
| 2011                                              | -                                                 | -                                                 | -                                                 |
| 2012                                              | 238                                               | -                                                 | -                                                 |
| 2013                                              | 207                                               | -                                                 | -                                                 |
| 2014                                              | 185                                               | -                                                 | -                                                 |
| 2015                                              | 147                                               | -                                                 | -                                                 |
| 2016                                              | 133                                               | -                                                 | -                                                 |
| 2017                                              | 135                                               | -                                                 | -                                                 |
| 2018                                              | 124                                               | -                                                 | -                                                 |
| 2019                                              | 137                                               | -                                                 | -                                                 |
| 2020                                              | 85                                                | -                                                 | -                                                 |
| 2021                                              | -                                                 | -                                                 | -                                                 |
| 2022                                              | 153                                               | 42                                                | 48                                                |
| 2023                                              | 114                                               | 42                                                | 32                                                |
| 2024                                              | 97                                                | 38                                                | 38                                                |

0,0: Brussel-Zuid ·
3,9: Vorst-Zuid ·
6,0: Ruisbroek ·
9,1: Lot ·
11,1: Buizingen ·
13,6: Halle ·
16,0: Lembeek ·
18,1: Tubeke-Noord ·
18,7: Tubeke ·
20,9: Stéhoux ·
23,7: Hennuyères ·
25,5: Hennuyères-Village ·
29,6: 's-Gravenbrakel ·
35,8: Zinnik ·
41,1: Neufvilles ·
44,8: Masnuy-Saint-Pierre ·
48,6: Jurbeke ·
51,6: Erbisoeul ·
54,6: Ghlin ·
57,5: Nimy-Maisières ·
60:3: Bergen ·
62,2: Cuesmes ·
67,1: Frameries ·
69,4: Genly ·
71,2: Blaregnies ·
74,9: Quévy